# Travis Browne
Travis Kuualiialoha Browne (Oahu, 17 de julho de 1982) é um lutador americano de artes marciais mistas. É casado com a ex-lutadora do MMA e atual lutadora da WWE Ronda Rousey.

## Carreira no MMA
Browne começou sua carreira profissional no MMA em 2009, lutando em organizações menores como Bellator Fighting Championships, Gladiator Challenge e King of the Cage. Ele rapidamente acumulou um cartel invicto de 9–0, incluindo dois nocautes seguidos, em menos de 10 segundos, um deles sobre o competido do TUF 10 Abe Wagner.

### Ultimate Fighting Championship
Em Março de 2010, foi anunciado que Browne havia assinado com o UFC. Ele fez sua estreia no The Ultimate Fighter: Team Liddell vs. Team Ortiz Finale contra James McSweeney. Browne venceu a luta por nocaute técnico aos 4:32 do primeiro round.
Browne enfrentou o veterano do UFC Cheick Kongo no UFC 120. A luta foi indo à caminho do terceiro round, com Browne vencendo o primeiro round nas scorecards dos juízes e Kongo dominando o segundo. No terceiro e último round, Kongo foi penalizado com a dedução de um ponto por repetidamente segurar o calção de Browne.
Browne enfrentou Stefan Struve em 28 de Maio de 2011 no UFC 130. Ele venceu a luta por nocaute no primeiro round com um superman punch, ganhando o prêmio de Nocaute da Noite.
Browne enfrentou Rob Broughton em 24 de Setembro de 2011 no UFC 135 onde venceu por decisão unânime.
Browne aceitou lutar contra o estreante no UFC Chad Griggs em 21 de Abril de 2012 no UFC 145. Ele derrotou Griggs por finalização no primeiro round. A performance lhe rendeu o bônus de Finalização da Noite.
Browne era esperado para enfrentar Ben Rothwell no UFC on Fox: Shogun vs. Vera em 4 de agosto de 2012 em Los Angeles, California. Porém Rothwell foi forçado a se retirar da luta devido a uma lesão.
Browne encarou Antônio Pezão em 5 de Outubro de 2012 no evento principal do UFC on FX: Browne vs. Pezão. Browne foi muito agressivo, mostrando uma variedade de técnicas na trocação. Após ser contra-atacado nos primeiros minutos, Browne torceu seu tendão esquerdo. Pezão foi capaz de capitalizar, acertando um golpe forte de direita e finalizando com socos por cima, dando a Browne sua primeira derrota profissional. Durante a conferência pós-luta, Browne disse que havia se lesionado, mas isso não tirava nada da vitória de Pezão. A equipe de filmagem Vice Media seguiu e entrevistou Browne antes e depois da luta com Pezão.
Browne enfrentou Gabriel Gonzaga em 13 de Abril de 2013 no The Ultimate Fighter 17 Finale. Browne derrotou Gonzaga por nocaute no primeiro round por cotoveladas. A performance lhe rendeu o prêmio de Nocaute da Noite, mas foi muito controversa, já que algumas cotoveladas de Browne acertaram a nuca de Gonzaga. O apelo de Gonzaga à Comissão Atlética do Estado de Nevada foi negado.
Browne derrotou o holandês veterano do Pride e Strikeforce Alistair Overeem em 17 de Agosto de 2013 no UFC Fight Night: Shogun vs. Sonnen por nocaute no primeiro round, após quase ser nocauteado.
Browne derrotou o veterano do Pride e Strikeforce Josh Barnett em 28 de Dezembro de 2013 no UFC 168. Browne venceu por nocaute no primeiro round, com nocaute semelhante ao da luta contra Gonzaga.
Browne lutou pela chance de disputar o título dos pesados em 19 de Abril de 2014 no UFC on Fox: Werdum vs. Browne contra o brasileiro veterano do Strikeforce Fabrício Werdum. Browne perdeu por decisão unânime após cinco rounds.
Browne enfrentou Brendan Schaub em 6 de Dezembro de 2014 no UFC 181 e venceu a luta por nocaute técnico no primeiro round.
Ele enfrentou Andrei Arlovski em 23 de Maio de 2015 no UFC 187. Em uma luta incrível, Browne estava quase sendo nocauteado e acertou um golpe que derrubou Arlovski, que levantou e acertou mais alguns golpes que fizeram o juiz interromper a luta no primeiro round.
Browne derrotou Matt Mitrione em 17 de Janeiro de 2016 no UFC Fight Night: Dillashaw vs. Cruz por nocaute técnico no terceiro round.

## Campeonatos e realizações
- Ultimate Fighting Championship
  - Nocaute da Noite (Quatro vezes)
  - Finalização da Noite (uma vez)

- World MMA Awards
  - Revelação do ano (2013)[2]
  - Reviravolta do ano (contra Alistair Overeem, no UFC Fight Night 26)(2013)[2]

## Cartel no MMA
| Cartel no MMA   |             |            |
| 26 lutas        | 18 vitórias | 7 derrotas |
| Por nocaute     | 14          | 4          |
| Por finalização | 2           | 1          |
| Por decisão     | 2           | 2          |
| Empates         | 1           | 1          |

| Res.    | Cartel | Oponente          | Método                           | Evento                              | Data       | Round | Tempo | Local                      | Notas                                                 |
| ------- | ------ | ----------------- | -------------------------------- | ----------------------------------- | ---------- | ----- | ----- | -------------------------- | ----------------------------------------------------- |
| Derrota | 18-7-1 | Oleksiy Oliynyk   | Finalização (mata leão)          | UFC 213: Romero vs. Whittaker       | 08/07/2017 | 2     | 3:44  | Las Vegas, Nevada          |                                                       |
| Derrota | 18-6-1 | Derrick Lewis     | Nocaute (socos)                  | UFC Fight Night: Lewis vs. Browne   | 19/02/2017 | 2     | 3:12  | Halifax, Nova Scotia       |                                                       |
| Derrota | 18-5-1 | Fabrício Werdum   | Decisão (unânime)                | UFC 203: Miocic vs. Overeem         | 10/09/2016 | 3     | 5:00  | Cleveland, Ohio            |                                                       |
| Derrota | 18-4-1 | Cain Velasquez    | Nocaute Técnico (socos)          | UFC 200: Tate vs. Nunes             | 09/07/2016 | 1     | 4:57  | Las Vegas, Nevada,         |                                                       |
| Vitória | 18-3-1 | Matt Mitrione     | Nocaute Técnico (socos)          | UFC Fight Night: Dillashaw vs. Cruz | 17/01/2016 | 3     | 4:09  | Boston, Massachusetts      |                                                       |
| Derrota | 17-3-1 | Andrei Arlovski   | Nocaute Técnico (socos)          | UFC 187: Johnson vs. Cormier        | 23/05/2015 | 1     | 4:41  | Las Vegas, Nevada          | Luta da Noite.                                        |
| Vitória | 17-2-1 | Brendan Schaub    | Nocaute Técnico (socos)          | UFC 181: Hendricks vs. Lawler II    | 06/12/2014 | 1     | 4:50  | Las Vegas, Nevada          |                                                       |
| Derrota | 16-2-1 | Fabrício Werdum   | Decisão (unânime)                | UFC on Fox: Werdum vs. Browne       | 19/04/2014 | 5     | 5:00  | Orlando, Florida           | Pela vaga de desafiante nº1 ao Cinturão Peso Pesado.  |
| Vitória | 16-1-1 | Josh Barnett      | Nocaute (cotoveladas)            | UFC 168: Weidman vs. Silva II       | 28/12/2013 | 1     | 1:00  | Las Vegas, Nevada          | Nocaute da Noite.                                     |
| Vitória | 15-1-1 | Alistair Overeem  | Nocaute (chute frontal e socos)  | UFC Fight Night: Shogun vs. Sonnen  | 17/08/2013 | 1     | 4:08  | Boston, Massachusetts      | Nocaute da Noite. Reviravolta do Ano(2013)            |
| Vitória | 14-1-1 | Gabriel Gonzaga   | Nocaute (cotoveladas)            | The Ultimate Fighter 17 Finale      | 13/04/2013 | 1     | 1:11  | Las Vegas, Nevada          | Nocaute da Noite                                      |
| Derrota | 13-1-1 | Antônio Pezão     | Nocaute Técnico (socos)          | UFC on FX: Browne vs. Pezão         | 05/10/2012 | 1     | 3:27  | Minneapolis, Minnesota     |                                                       |
| Vitória | 13–0-1 | Chad Griggs       | Finalização (triângulo de braço) | UFC 145: Jones vs. Evans            | 21/04/2012 | 1     | 2:29  | Atlanta, Georgia           | Finalização da Noite.                                 |
| Vitória | 12–0-1 | Rob Broughton     | Decisão (unânime)                | UFC 135: Jones vs. Rampage          | 24/09/2011 | 3     | 5:00  | Denver, Colorado           |                                                       |
| Vitória | 11–0-1 | Stefan Struve     | Nocaute (superman punch)         | UFC 130: Rampage vs. Hamill         | 28/05/2011 | 1     | 4:11  | Las Vegas, Nevada          | Nocaute da Noite.                                     |
| Empate  | 10-0-1 | Cheick Kongo      | Empate (unânime)                 | UFC 120: Bisping vs. Akiyama        | 16/10/2010 | 3     | 5:00  | Londres                    | Kongo perdeu um ponto por segurar o calção de Browne. |
| Vitória | 10–0   | James McSweeney   | Nocaute Técnico (socos)          | The Ultimate Fighter 11 Finale      | 19/06/2010 | 1     | 4:32  | Las Vegas, Nevada          | Estreia no UFC.                                       |
| Vitória | 9–0    | Aaron Brink       | Nocaute Técnico (golpes)         | Gladiator Challenge – Vision Quest  | 21/02/2010 | 1     | 0:35  | San Jacinto, Califórnia    | Ganhou o Título dos Pesados do Gladiator Challenge.   |
| Vitória | 8–0    | Abe Wagner        | Nocaute (socos)                  | VFC 30 – Night of Champions         | 05/02/2010 | 1     | 0:08  | Council Bluffs, Iowa       | Ganhou o Título dos Pesados do VFC.                   |
| Vitória | 7–0    | Brian Campbell    | Nocaute (chute na cabeça)        | Gladiator Challenge – Never Quit    | 08/11/2009 | 1     | 0:09  | San Jacinto, Califórnia    |                                                       |
| Vitória | 6–0    | Matt Anderson     | Nocaute Técnico (socos)          | Gladiator Challenge – High Impact   | 23/07/2009 | 2     | 0:49  | San Jacinto, Califórnia    |                                                       |
| Vitória | 5–0    | Mychal Clark      | Decisão (unânime)                | Bellator 10                         | 05/06/2009 | 3     | 5:00  | Ontario, Califórnia        |                                                       |
| Vitória | 4–0    | Sergio Calderon   | Nocaute Técnico (socos)          | Gladiator Challenge – Venom         | 23/04/2009 | 1     | 1:53  | Pauma Valley, Califórnia   |                                                       |
| Vitória | 3–0    | Tom Lozano        | Finalização (chave de braço)     | EF 9 – Espartan Fighting 9          | 14/03/2009 | 1     | 0:55  | Puerto Escondido, Oaxaca   |                                                       |
| Vitória | 2–0    | Michael Westbrook | Nocaute Técnico (socos)          | King of the Cage – Immortal         | 27/02/2009 | 3     | 1:22  | San Bernardino, Califórnia |                                                       |
| Vitória | 1–0    | Evan Langford     | Nocaute Técnico (socos)          | Cage of Fire 15                     | 07/02/2009 | 1     | 0:43  | Tijuana                    |                                                       |